# Bangha Sándor József
Nagyjókai Bangha Sándor József (Vének, 1841. március 15. – Budapest, 1934. október 7.) jogász, tisztifőügyész, lapkiadó.

## Élete
Bangha István és Kertész Julianna fia. 1868-ban Nyitrán telepedett le és ügyvédi irodát nyitott. 1878-ban Nyitra vármegye főügyésze lett, mely állásából 1896-ban nyugalomba vonult. Felesége Haas Zsófia volt.
1880-ban Kállai Ármin ügyvéddel megalapította a Nyitramegyei Közlönyt. Ez volt az első magyar lap, mely a felvidéki nemzetiségi mozgalmak ellensúlyozójaként a magyar ügyet szolgálta és figyelemmel kísérte a vidéki magyar nemzetellenes mozgalmakat. 1881 után a lap kiadója, tulajdonosa és felelős szerkesztője volt.